# Ten'guševskij rajon
Il Ten'guševskij rajon (in russo Теньгушевский район?) è un municipal'nyj rajon della Repubblica Autonoma di Mordovia, nella Russia europea.